# ۴۷۷ (خورشیدی)
۴۷۷ چهارصد و هفتاد و هفتمین سال هجری خورشیدی است.